# Stadio Ernest Wallon
Lo stadio Ernest Wallon (in francese Stade Ernest-Wallon) è un impianto sportivo francese di Tolosa.
Edificato tra il 1978 e il 1982 a seguito di compensazione per l'esproprio del terreno dove sorgeva lo stadio dei Ponti Gemelli (in francese Stade des Pont-Jumeaux), ospita prevalentemente gli incontri di rugby a 15 del locale club dello Stade Toulousain, oltre che, dal 2020, quelli di rugby a 13 dell'Olympique XIII di Tolosa.
Sorge all'interno di un complesso sportivo chiamato Les Sept-Deniers dal nome del quartiere dove è edificato, e pertanto è noto anche con il nome di Stade des Sept-Deniers.
Ristrutturato nel 2000, contiene circa 20 000 spettatori e fu tra gli impianti che accolsero gare della Coppa del Mondo di rugby 1991 co-ospitata dalla Francia; nove anni più tardi fu impiegato durante la Coppa di rugby a 13 del 2000.

## Storia
Lo Stade Toulousain disputava i suoi incontri interni allo Stadio dei Ponti Gemelli, situato a circa 2 km dal luogo dove sorge l'Ernest Wallon; titolare dell'impianto era l'associazione «Les amis du stade toulousain» alla quale, a inizio anni settanta, fu notificato dal comune di Tolosa l'esproprio del manufatto per realizzarvi abitazioni civili da piano regolatore.
Tuttavia, in base alla legge francese sugli espropri di installazioni sportive, non è ammessa la demolizione di tali strutture senza prima garantirne al soggetto espropriato la possibilità di ricostruirne una equipollente e, quindi, la municipalità conferì all'associazione, a titolo di indennizzo, un lotto nel quartiere Sept-Deniers sul quale, nel 1978, iniziò la costruzione del nuovo impianto.
Lo stadio fu inaugurato nel 1980 e ultimato nel 1982, e nel 1983 ospitò il suo primo test match , Francia contro Romania valido per la Coppa FIRA 1983-84.
Nel 1991 lo stadio fu tra quelli scelti in per ospitare un incontro della Coppa del Mondo, formalmente organizzata dall'Inghilterra ma con il sostegno logistico di altre regioni confinanti.
Benché principalmente rugbistico, l'Ernest Wallon ha vissuto anche parentesi calcistiche di rilievo: nella stagione 2001-02, a seguito dell'esplosione dell'impianto chimico AZF del settembre 2001 di 286 t di nitrato d'ammonio, un intero quartiere di Tolosa fu danneggiato, compreso lo Stadium Municipal, che sorge nei paraggi dell'officina distrutta.
In ragione di ciò la squadra di calcio che occupa tale stadio, il Toulouse FC, per la stagione 2000-01 di Championnat National fu ospitata presso l'Ernest Wallon.
Nel 2013 la Fédération Française de Football vi organizzò due incontri dell'Under-21 contro l'Armenia (girone 10 delle qualificazioni all'europeo di categoria 2015) e i Paesi Bassi (amichevole).
Inoltre, a partire dal 2020, lo stadio ospita anche gli incontri della locale squadra di rugby a 13 del Toulouse olympique XIII.
Già nel 2000 aveva accolto il suo primo incontro internazionale di tale disciplina, tra Papua Nuova Guinea e Sudafrica nel corso della Coppa del Mondo di rugby a 13 2000 che, come quella del 1991 di rugby a 15, la Francia ospitò insieme ad altri Paesi delle isole britanniche.
Dalla stagione 2019-20 il terreno di gioco è in erba ibrida; oltre al rinnovo del campo di gioco, i lavori hanno riguardato l'ampliamento della sala mensa e la ristrutturazione degli spogliatoi.

## Incontri di rilievo

### Rugby a 13
| Arbitro: | Darren Hopewell |

|                     |    |  |
| Aila Paiyo Wilshere | mt |  |
| Wilshere (2)        | tr |  |

### Rugby a 15
| Arbitro: | M. Quittenton |

|                                      |      |               |
| Lagisquet Lescarboura Gallion Estève | mt   | Radulescu     |
| Lescarboura (2)                      | tr   | Podarescu     |
| Lescarboura                          | c.p. | Podarescu (3) |
| Lescarboura                          | drop |               |

| Arbitro: | Sandy MacNeill |

|                        |      |                    |
| McKinnon 43’ Ennis 48’ | mt   | 65’ Lungu 80’ Sasu |
| Wyatt 48’              | tr   |                    |
| Wyatt 38’, 55’         | c.p. | 40’ Nichitean      |
| Rees 38’               | drop |                    |